# Бут Сергій Іванович
Сергій Іванович Бут (20 листопада 1969, Миколаїв) — український фристайліст, майстер спорту міжнародного класу, учасник трьох Олімпійських ігор 1992, 1994 та 1998 років.

## Життєпис
Випускник факультету фізичного виховання Миколаївського педагогічного інституту 1992 року.
Виступав за спортивне товариство «Україна». Тренери — Віталій Шведов, Костянтин Данилов.

## Спортивні досягнення
Починаючи з 1987 року і до розпаду Радянського Союзу багато разів займав призові місця на чемпіонатах СРСР з лижної акробатики, у 1990 переміг на Спартакіаді народів СРСР.
Неодноразово впродовж 1987—1997 років ставав чемпіоном та призером України.
Учасник трьох Олімпійських ігор — 1992 року в Альбервілі, 1994 року в Ліллегаммері та 1998 року в Наґано.
Брав участь в Кубках світу з лижної акробатики — у 1994 в Італії посів сьоме місце та шосте в 1997 у Франції. На Кубку Європи посів четверте місце.